# ネルケ地方
ネルケ地方（ネルケちほう、Närke [ˈnæ̌rːkɛ] ( 音声ファイル)）はスウェーデン中部スヴェアランドの地方の1つ。